# 陳瓛
陳瓛（1407年—？），字䒶錫，山東兖州府東平州人，民籍。明朝政治人物。同進士出身。

## 生平
正統九年（1444年）甲子科山東鄉試第一名舉人。正統十年（1445年）聯捷乙丑科會試第一百四十二名，殿試登進士第三甲第八十名。拜江西道監察御史，立朝敢言，有古諫臣風。

## 家族
曾祖陳德興。祖父陳旺。父陳善。